# Nagroda Yidana

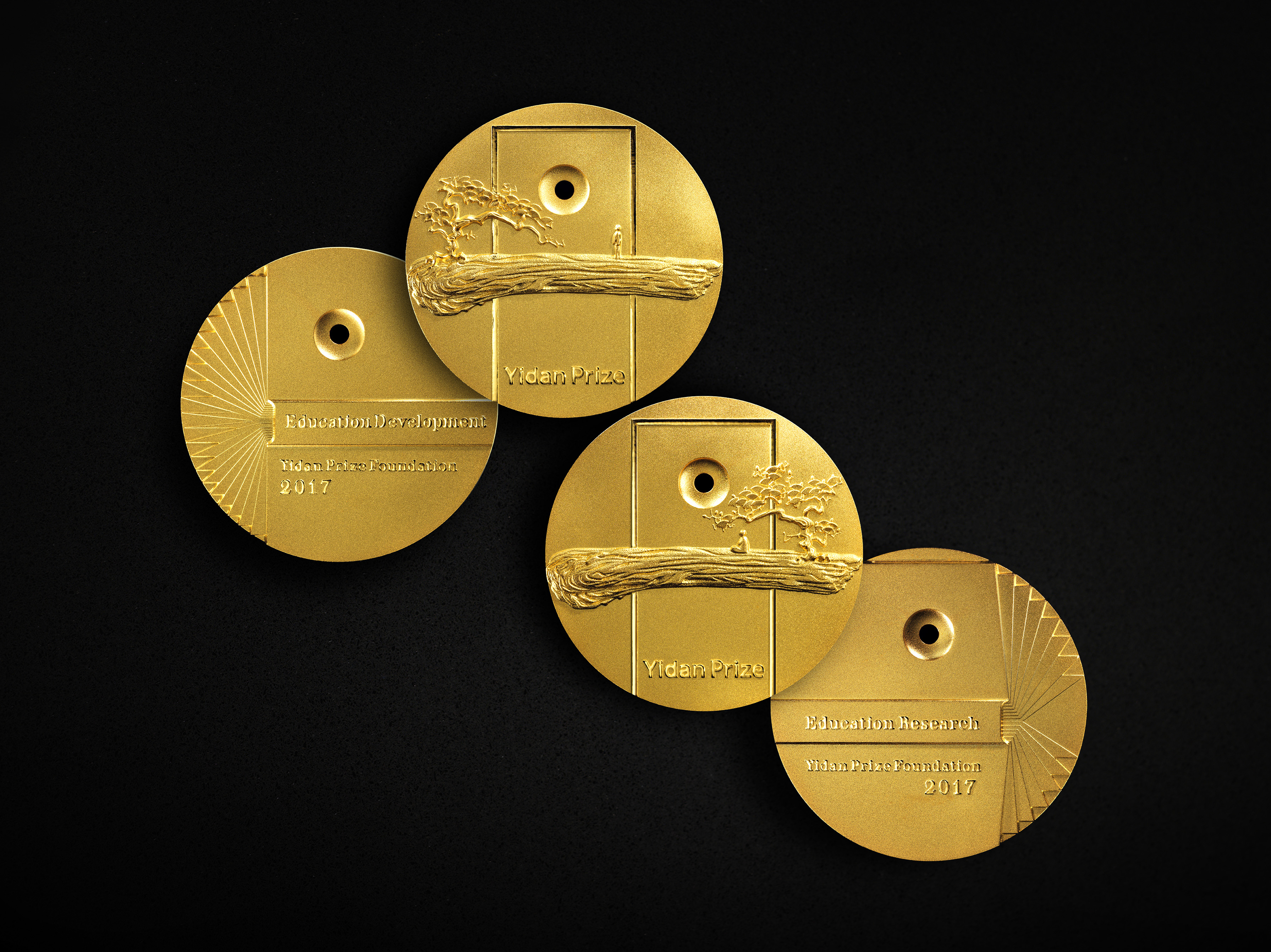
Złote medale przyznawane w ramach Nagrody Yidana

Nagroda Yidana (ang. Yidan Prize) – nagroda przyznawana za działalność w dziedzinie edukacji, ufundowana przez chińskiego przedsiębiorcę i filantropa Charlesa Chena Yidana w 2016 r. Nagrodę przyznaje Fundacja Nagrody Yidana. Laureaci nagrody otrzymują złoty medal i nagrodę pieniężną w wysokości 15 milionów dolarów Hongkongu.

## Laureaci Nagrody Yidana
Nagroda Yidana przyznawana jest raz w roku w dwóch kategoriach: badania i rozwój. Poniższa tabela przedstawia wszystkich laureatów nagrody w obu kategoriach.
| Rok  | Badania edukacyjne    | Rozwój                         |
| ---- | --------------------- | ------------------------------ |
| 2023 | Michelene Chi         | Shai Reshef                    |
| 2022 | Linda Darling-Hammond | Yongxin Zhu                    |
| 2021 | Eric A. Hanushek      | Rukmini Banerji                |
| 2020 | Carl Wieman           | Lucy Lake i Angeline Murimirwa |
| 2019 | Usha Goswami          | Fazle Hasan Abed               |
| 2018 | Larry Hedges          | Anant Agarwal                  |
| 2017 | Carol S. Dweck        | Vicky Colbert                  |